# Lycée Lakanal

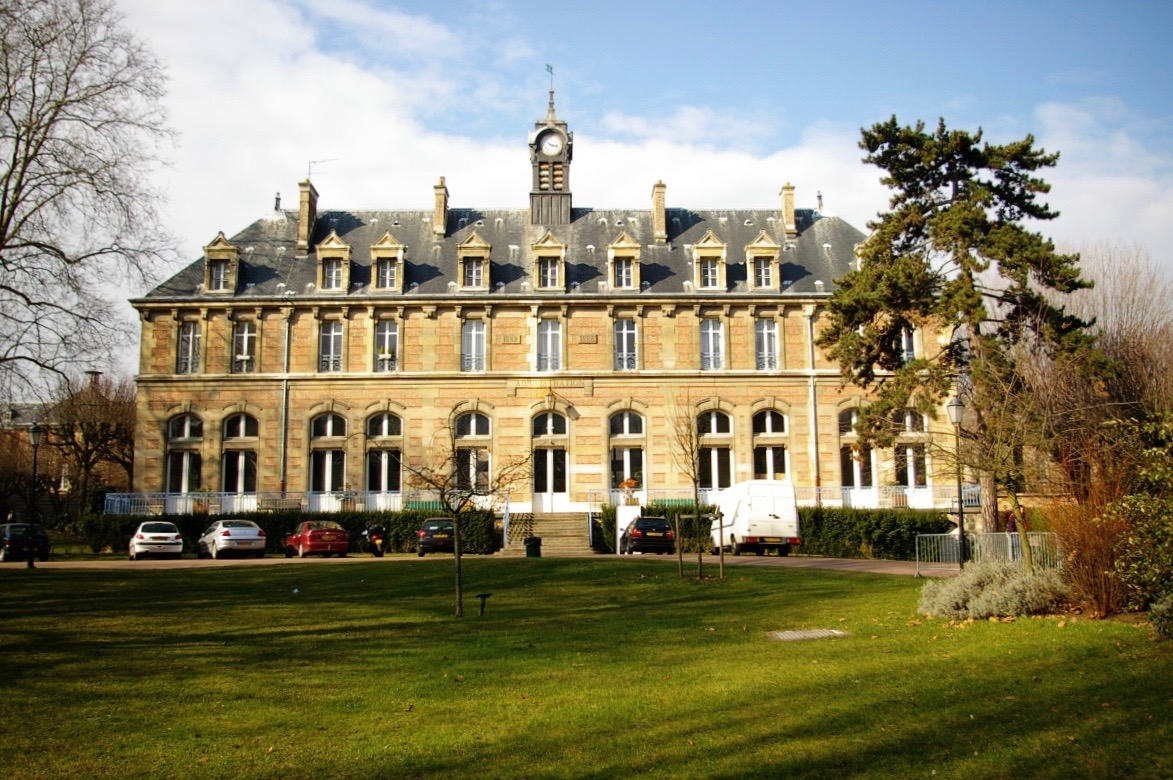
Lycée Lakanal

El Lycée Lakanal es un centro público de enseñanza secundaria situado en Sceaux, Altos del Sena, Francia, en el área metropolitana de París. Debe su nombre a Joseph Lakanal, político francés y miembro fundador del Instituto de Francia. La escuela también ofrece una escuela de enseñanza media y una formación de pregrado Clases preparatorias de alto nivel. Famosos científicos y escritores franceses se han graduado en el lycée Lakanal, como Jean Giraudoux, Alain-Fournier y Frédéric Joliot-Curie.
Varios antiguos alumnos han pasado a integrar las grandes escuelas, entre ellas HEC Paris.
El aspecto del liceo en 2004 fue utilizado como fuente de inspiración directa para el escenario de la academia Kadic, siendo la academia Kadic una copia casi perfecta de los exteriores e interiores del Lycée Lakanal en la famosa serie de animación francesa Código Lyoko.

## Exalumnos famosos
- Carlos Delgado Chalbaud, un militar, ingeniero y político venezolano
- Alain-Fournier, un escritor francés
- Maurice Genevoix, un escritor y poeta francés
- Jean Giraudoux, un escritor francés
- Jules Isaac, un historiador francés
- Cédric Klapisch, un realizador, actor, productor y guionista francés
- Anne Lauvergeon, una empresaria francesa
- Denis Lavant, un actor francés
- Bernard Rancillac, un pintor y escultor francés
- Robert Bresson, cineasta francés